# Toldillo

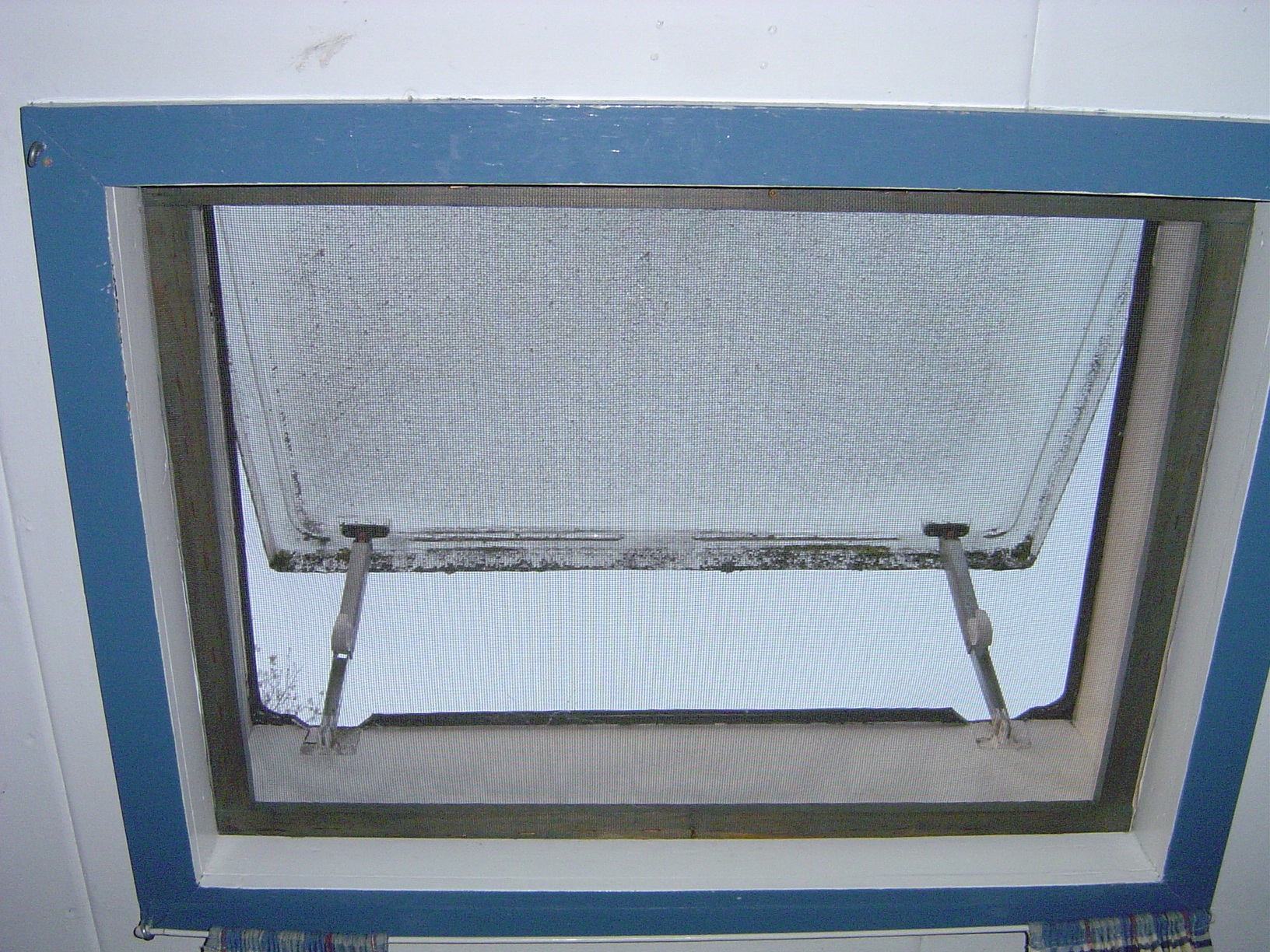
Ventana con una red para mosquitos.

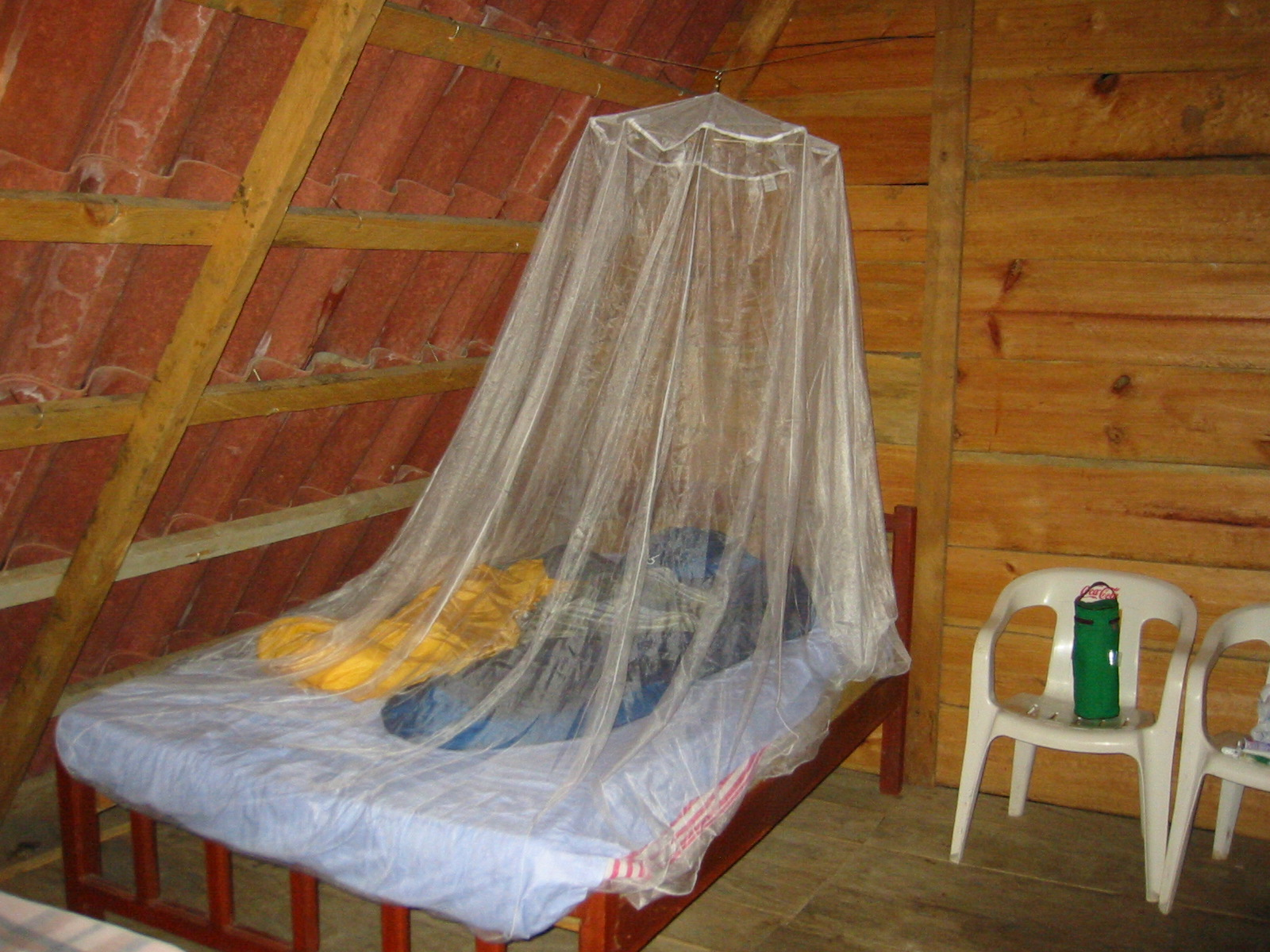
Mosquitera de tul.

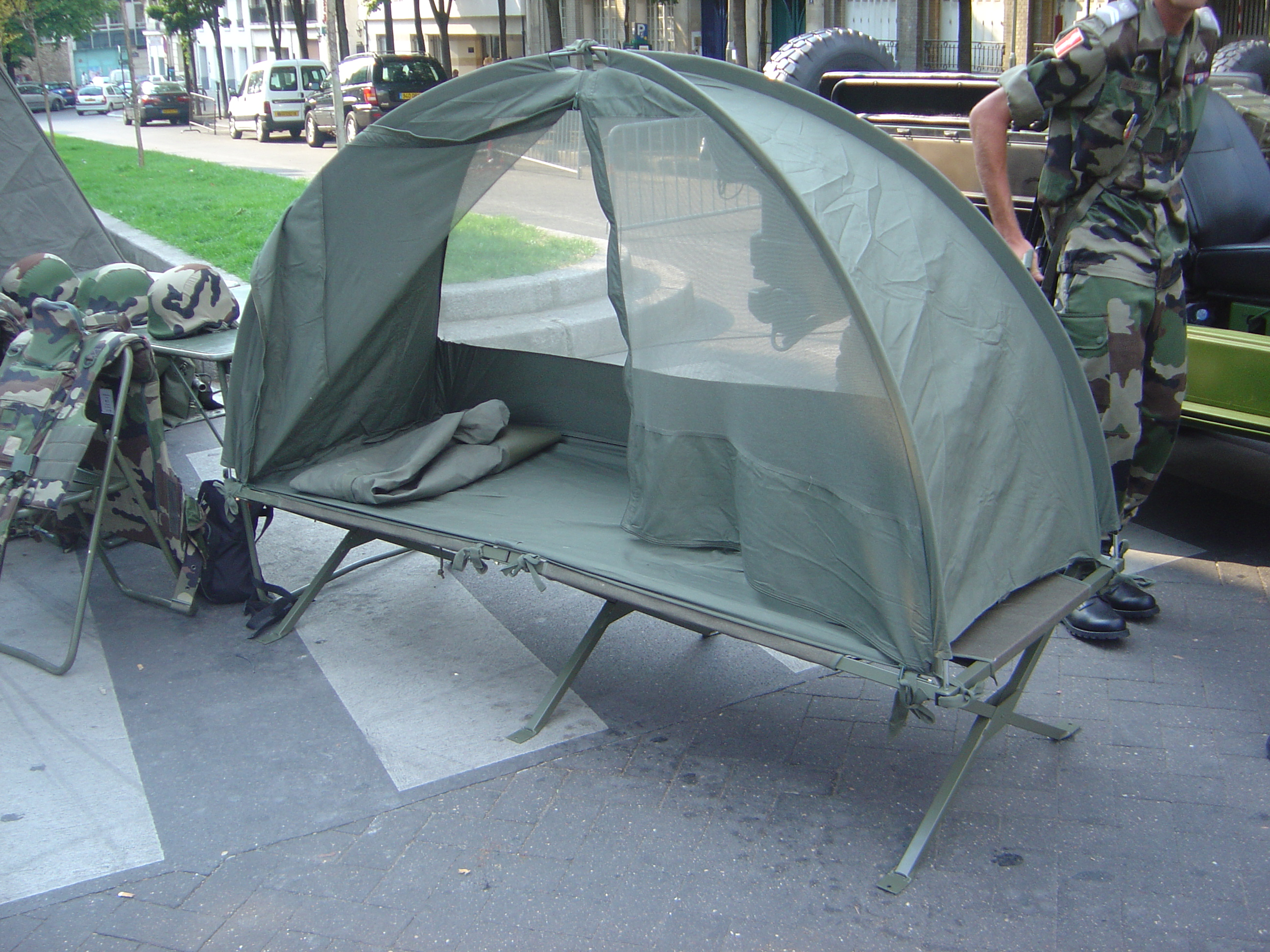
Cama portátil de las Fuerzas Armadas de Francia con red mosquitera.

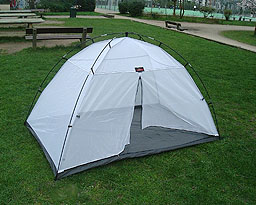
Tienda hecha con una red mosquitera.

El toldillo, mosquitera, mosquitero o red para mosquitos es una malla, generalmente hecha de tela, que provee protección importante contra los mosquitos hematófagos u otros insectos peligrosos o molestos. Mosquitera se refiere a la red usada en camas, y mosquitero a la de puertas y ventanas, empero ansimismo a la de camas. Su fina y transparente construcción previene que muchos insectos lleguen a molestar a la persona que lo usa. Los espacios en la malla son lo suficientemente pequeños para detener a estos insectos, pero sin llegar a obstruir el paso del aire de modo que el usuario no se asfixie.
A menudo se ven los toldillos adjuntados a las camas en regiones donde existen insectos peligrosos que podrían perjudicar a cualquiera que duerma allí. Esto resulta muy beneficioso en lugares donde la malaria y otras enfermedades transmitidas por insectos son comunes. A pesar de su efectividad, en uso común los toldillos pueden quedar inútiles si existen huecos suficientemente grandes para permitir la entrada de insectos en la malla. Irónicamente, uno podría ser picado mucho más en caso de que esto ocurra, pues los insectos podrían entrar fácilmente, pero encontrarían difícil salir. 
Una revisión sistemática de diez estudios, nueve realizados en África y uno en la India, concluyó que la entrega gratuita de mosquiteros tratados con insecticida (MTI) aumenta ligeramente el número de propietarios, comparado con su provisión a precio de mercado o subvencionado. Asimismo, educar sobre el uso adecuado de MTI aumenta el número de personas que duermen bajo un mosquitero, comparado con un grupo de control que no recibió dicha educación. No se midieron efectos secundarios adversos. Por último, existe evidencia de una mejoría de la morbilidad por malaria como resultado del aumento de tenencia y uso de MTI, aunque estos hallazgos siguen siendo inciertos.

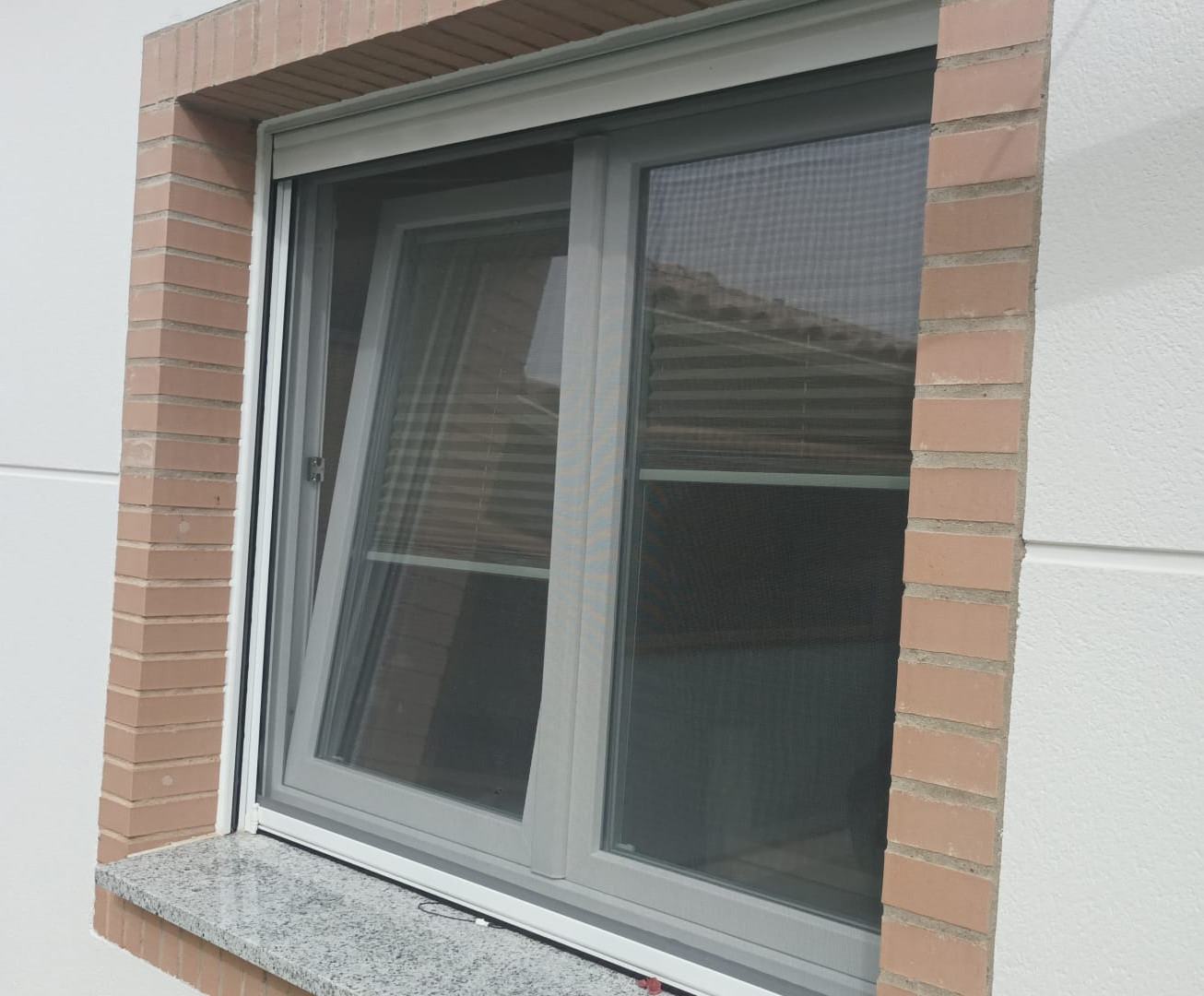
Toldillo, mosquitero o mosquitera enrollable instalada en ventana.

## Historia
Una mosquitera o toldillo se utiliza principalmente para la protección contra el vector que transmite la malaria, el Anopheles gambiae. El primer registro de los síntomas de la malaria ocurrió en el año 2700 a. C. en China. El vector de esta enfermedad no se identificó hasta 1880, cuando Charles Louis Alphonse Laveran identificó a estos mosquitos como vectores de la malaria.
Los mosquiteros tienen una larga historia digna de la especie humana. Aunque el uso del toldillo data de mediados del siglo XVIII, la literatura india de finales del período medieval tiene referencias al uso de mosquiteros en el culto ritual hindú. Existe incluso poesía compuesta por Annamayya o Annamacharya, el primer músico y poeta telugu conocido, que hace referencia a domatera, que significa "mosquitera" en el idioma telugu.[cita requerida]
El uso de toldillos se remonta incluso a tiempos prehistóricos. Se dice que Cleopatra, la última faraona activa del antiguo Egipto, también dormía bajo un mosquitero. También se utilizaron toldillos durante la construcción del Canal de Suez y del Canal de Panamá, ambas con plagas de malaria o paludismo.

## Fabricación de los toldillos y de sus componentes
Los mosquiteros pueden estar hechos de algodón, polietileno, poliéster, polipropileno o nailon. Un tamaño de malla de 1,2 milímetros es suficiente para detener a los zancudos. Otros tamaños más pequeños, por ejemplo, de 0,6 milímetros, es capaz de detener otros insectos más pequeños que pican, como el jején.
La malla es un tejido lo suficientemente apretado para detener que los insectos ingresen, pero suficientemente abierto para no interferir con la ventilación. 
El marco suele ser autoportante o independiente, aunque puede diseñarse para fijarse desde la parte superior a un soporte alternativo, como las ramas de un árbol. Las suele haber de ventanas o de puertas y, según su funcionamiento, fijas, autoenrollables, magnéticas (con fijación magnética), correderas o extensibles (estas dos últimas suelen incluir marco de aluminio y, la última, una altura fija de 50 cm y una anchura que suele ir desde 70 a 130 - 140 cm).